# Bubu de Montparnasse (roman)
Pour les articles homonymes, voir Bubu de Montparnasse.
Bubu de Montparnasse est un roman français de Charles-Louis Philippe publié en 1901 qui met en scène la prostitution de manière réaliste.

## Résumé
Jeune provincial monté à Paris, Pierre Hardy croise rue Greneta, un soir de juillet, Berthe Méténier, une prostituée, dont il s'éprend. La jeune femme s'imagine qu'elle va pouvoir échapper à son sort. Le problème est que son souteneur, Maurice Belu, dit Bubu, est aussi son mari dans la vie civile. Les choses se compliquent encore quand Pierre se rend compte qu'il a été contaminé par la siphylis : lui, Berthe, mais aussi Bubu, sont condamnés par cette maladie incurable. Bubu fait de la prison mais Pierre, assez faible, n'a pas le courage de s'enfuir avec Berthe.

## Extrait
Au début du roman, Pierre Hardy se promène boulevard de Sébastopol :

« Au coin de la rue Greneta, il y eut un rassemblement autour de quatre chanteurs. Il n'était pas encore dix heures et, à un dernier coin de rue, ils chantaient peut-être leur dernière chanson. Le père raclait un violon de bois rouge dont la voix neuve et grimaçante faisait du bruit, et regardait le cercle des badauds avec des yeux aigus où l'on voyait passer des étincelles et du sang. La mère, au ventre grossi par les couches, aux seins bouffis de bête usée, avait dans sa face en débris deux yeux bleus comme deux fleurs sales. Elle chantait avec une voix pointue de femme criarde. Et les deux petits enfants, qui, tout le soir, avaient chanté, tremblaient sur leurs jambes. L'un d'eux tournait les yeux comme une bête mauvaise, il ressemblait à son père, il était si las qu'il aurait voulu mordre. Mais le plus petit, jaune avec ses yeux bleus, aurait voulu, comme la mère, tomber sur le dos et dormir. Paris les avait pris dans sa main qui broie et tous quatre, les bons et les méchants, les avait broyés. »

## Illustrations
Charles-Louis Philippe a fait appel à son ami le peintre Albert Marquet, qui passe l'été 1904 à préparer avec enthousiasme les illustrations de l'ouvrage : elles séduisent l'auteur, mais non l'éditeur, qui les refuse et s'adresse finalement à Jules Grandjouan, illustrateur habituel de L'Assiette au beurre : l'édition paraît en 1905, à la Librairie universelle, accompagnée de 90 lithographies.
En 1929, paraît à la Société lyonnaise les XXX une édition bibliophilique, en tirage limité à 130 exemplaires numérotés, enrichie de 69 eaux-fortes d'André Dunoyer de Segonzac.

## Réception critique
« Lu un horrible roman prêté par Randon et que j’ai voulu connaître parce qu’il passe pour un chef-d’œuvre : Bubu de Montparnasse, auteur, Charles-Louis Philippe. Talent tout à fait supérieur, jusqu’à donner la sensation du génie, mais quelle ignorance de Dieu et quelle sentimentalité monstrueuse pour le remplacer. La lecture de ce livre m’a pénétré d’horreur. » — Léon Bloy
« Une idée morale est sous-jacente dans le roman : les bons et les méchants sont tout autant responsables de la misère. Si celle-ci existe, c'est de notre faute. » — Henri Bel, ActuaLitté, les univers du livre
« Bubu de Montparnasse, un beau livre de misères, mais les misérables y raisonnent un peu trop. Ils se vantent. Tel marlou théorise. » — Jules Renard, Journal, 1901, p. 702.

### Adaptation
- Bubu de Montparnasse (1971), film de Mauro Bolognini.